# 威省市政厅
威省市政厅（简称“MBSP”）是马来西亚槟城州威省地区的地方政府，隶属槟城州政府。
威省于2019年5月20日宣布成为市政厅。其辖区包括北海、大山脚、峇都交湾、高渊等市镇，总面积为738.41平方（285.10平方英里）。市政厅的职责为负责为辖区进行规划、文物保护、公共和环境卫生、废物管理、交通管理、环境保护、建筑控制、社会经济发展以及维护辖区内一般的基础设施。
威省市政厅大厦坐落于大山脚柏达镇，距离市中心3.15（1.96英里）以西。

## 历史
威省于19世纪早期被英国东印度公司纳入其殖民地版图，并将约于1850年左右开埠的北海定为该省首府。 
然而到了1896年末，威省才正式成立地方政府，随后在1913年，威省市政府被拆分为北中南三个乡区议会以及一个北海镇公所。随着威省逐渐发展，四个地方公所于1952年被升格为地方议会。隔年，大山脚镇议会挂牌成立，也是继北海之后的第二个镇议会，使威省地区内共有5个地方政府。1961年，北海和大山脚两个镇议会分别被并入威北和威中乡区议会。随后在1973年，威省三个县议会被整合为一个涵盖整个威省地区的地方政府。
在1976年地方政府法令下，威省市议会于1976年12月15日成立，辖区包括威省和周边海域小岛。2019年9月16日威省正式获得批准升格为市政厅，使槟城州内两个地方政府皆拥有市政厅资格。

## 辖区
威省市政厅下辖北中南三县和两个离岸岛屿，平安岛和葛东岛。
| 县     | 主要市镇   |
| ------ | ---------- |
| 威北县 | 北海       |
| 威北县 | 甲抛峇底   |
| 威中县 | 大山脚     |
| 威中县 | 北赖       |
| 威中县 | 诗不朗再也 |
| 威南县 | 峇都交湾   |
| 威南县 | 高渊       |

## 组织图表
威省市政厅由一名市长、一名秘书和24名市议员组成。市长由槟城州政府委任，任期为两年，24名市议员的任期则为一至二年。而在24名市议员职位中共有21名来自希望联盟的三个成员党，其中民主行动党有10名、人民公正党9名和国家诚信党2名。来自国阵的巫统则获得2个市议员名额。槟城非政府组织也获得分配1个市议员名额，以使他们能够参与决策地方政府辖区内的社会事务。
目前市长为自2024年6月24日担任至今的哈兹巴德鲁，在此之前他为威省市议会秘书。随着市厅原任秘书哈兹巴德鲁升任市长一职，自1994年起就在市厅服务的莫哈末伊布拉欣，即起晋升为新任秘书。

### 市议员
以下为2024年最新的威省市政厅的24名市议员，新一届市议员自2023年10月31日起上任，直到2024年12月31日届满。在地方政府法令下，一届市议员任期不可超过3年，但可重新受委。

| 市议员                                     | 政党/非政府组织 | 政党/非政府组织 |
| ------------------------------------------ | --------------- | --------------- |
| 陈润辉（Cheen Goon Hooi）                  |                 | 民主行动党      |
| 再努丁（Zainuddin Mohamed）                |                 | 人民公正黨      |
| 莫哈末苏祖基（Muhamad Suzuki Ahmad）       |                 | 國家誠信黨      |
| 莫哈末诺阿末（Mohd Noor Ahmad）            |                 | 巫统            |
| 安华尤索夫（Anuar Yusoff）                 |                 | 人民公正黨      |
| 王育璇（Heng Yeh Shiuan）                  |                 | 民主行动党      |
| 王泽钦（Ong Jing Cheng）                   |                 | 人民公正黨      |
| 黄泳玮（Ooi Yong Wooi）                    |                 | 民主行动党      |
| 吴宗海（Ngoh Cheng Hai）                   |                 | 民主行动党      |
| 黄毓翔（Ng Yee Siang）                     |                 | 民主行动党      |
| 诺里玛斯塔（Norly Masitah Mohamed Noor）   |                 | 人民公正黨      |
| 郑钏萤（Teh Chuann Yien）                  |                 | 民主行动党      |
| 张维宏（Chong Wei Hoong）                  |                 | 民主行动党      |
| 林格斯瓦然（Linggeswaran Charmar）         |                 | 民主行动党      |
| 黄伟良（Ng Wai Leong）                     |                 | 民主行动党      |
| 潘努杜莱（Ponnudurai Anthony Srinvasagam） |                 | 民主行动党      |
| 诺希达雅（Nurhidayah Che Rose）            |                 | 人民公正黨      |
| 莫哈末法兹里（Muhammad Fadzli Roslan）     |                 | 人民公正黨      |
| 比利迪古玛（Predeeb Kumar Kalidass）       |                 | 人民公正黨      |
| 林志权（Lim Chee Chien）                   |                 | 人民公正黨      |
| 努艾莎（Nur Aishah Zainol）                |                 | 人民公正黨      |
| 梁凯威（Benson Neoh Kah Wei）              |                 | 槟州中华总商会  |
| 奥马尔（Omar Haji Abdul Hamid）            |                 | 巫统            |
| 莫哈末菲特里（Muhammad Fitri Termizi）     |                 | 國家誠信黨      |

### 部门
威省市厅由以下部门/单位组成。
| * 行政与服务管理组（Jabatan Khidmat Pengurusan) - 财政组（Jabatan Perbendaharaan) - 法律组（Jabatan Undang-undang) - 合作社发展组（Jabatan Korporat dan Perhubungan Antarabangsa) - 卫生组（Jabatan Perkhidmatan Kesihatan) | - 执照组（Jabatan Perlesenan) - 社会组（Jabatan Kemasyarakatan) - 城市服务组（Jabatan Perkhidmatan Perbandaran) - 工程组（Jabatan Kejuruteraan) - 城市规划组（Jabatan Perancang Bandar) | - 地标组（Jabatan Landskap) - 估值与物业管理组（Jabatan Penilaian dan Pengurusan Harta) - 房屋组（Jabatan Bangunan) - 建筑委员会（Pesuruhjaya Bangunan) - 内部稽查组（Unit Audit Dalaman) | - 执法局（Direktorat Penguatkuasaan) - 一部式小组（Urusetia Pusat Setempat) - 生态城组（Unit Eco-City) - 旅游、艺术及遗产组（Unit Pelancongan, Seni dan Warisan) - 新北海组（Unit Butterworth Baharu) - 资讯及工艺组 |

## 分行
- 北海
- 大山脚
- 高渊